# Українка (авіабаза)
Українка — авіабаза дальньої авіації в Амурській області Російської Федерації, розташована за 26 км на північ від міста Бєлогорськ та за 8 км північно-східніше від селища Серишево.
На авіабазі Українка розташовується командування 326-ї важкої бомбардувальної авіаційної дивізії. До дивізії входять дислоковані на авіабазі 182-й гвардійський Севастопольсько-Берлінський Червонопрапорний і 79-й ордена Червоної Зірки, важкі бомбардувальні авіаполки, на озброєнні яких знаходяться стратегічні бомбардувальники-ракетоносці Ту-95МС.

## Історія
З 1960 року на авіабазі дислокувалася 251-ша окрема ескадрилья стратегічних бомбардувальників-заправників «М-4», яка постійно працювала з двома авіаполками самої бази й забезпечувала дозаправками палива всіх літаків, що прибувають у відрядженні для навчання заправкам у відкритому морі, для польотів над Тихим океаном.
У 1980-х на авіабазі Українка розміщувалося командування 73-ї важкої бомбардувальної авіаційної дивізії і два важких бомбардувальних авіаполки на літаках 3М. У 1980-х у полки надійшли модернізовані Ту-95К-22.

### 326-та важка бомбардувальна авіаційна дивізія
До 2008 року на Далекому Сході знаходилась 182-а важка бомбардувальна авіаційна дивізія, у складі якої було два авіаційні полки стратегічних ракетоносців Ту-95МС і два полки далеких бомбардувальників Ту-22М3. У 2008—2009 році дивізія була розбита на дві авіабази, які, втім, згодом об'єднали в одну 6953-ю. Пізніше до її складу увійшли Ту-22М3, передані зі складу авіації Тихоокеанського флоту.
У 2016 на базі 6953-ї авіабази була сформована 326-та важка бомбардувальна авіаційна дивізія.

## Російсько-українська війна
Після атаки безпілотників на аеродром в Енгельсі у грудні 2022, частину стратегічних бомбардувальників звідти було відведено на авіабазу Українка.
1 червня 2025 року Служба безпеки України планувала масований удар дронами по авіабазі в ході операції «Павутина»: за інформацією з відкритих джерел вантажівка з FPV-дронами вибухнула на шляху до аеродрому і не досягла мети.